# (6237) Chikushi
(6237) Chikushi (1989 CV) – planetoida z grupy pasa głównego asteroid okrążająca Słońce w ciągu 7,88 lat w średniej odległości 3,96 j.a. Odkryta 4 lutego 1989 roku.